# Rushian Hepburn-Murphy
Rushian Hepburn-Murphy, född 28 augusti 1998 i Birmingham, Storbritannien, är en engelsk fotbollsspelare (anfallare) som spelar för den cypriotiska klubben Pafos FC. 

## Karriär

### Klubbkarriär
Rushian Hepburn-Murphy kom fram genom Aston Villas akademi. Den 14 mars 2015 fick han göra sin seniordebut för klubben, då han stod för ett inhopp i 4-0-segern mot Sunderland. Hepburn-Murphy var då 16 år och 178 dagar gammal, vilket gjorde honom till Aston Villas näst yngste debutant någonsin och deras yngste spelare i Premier League genom tiderna. Han var vid tillfället även den fjärde yngste spelaren att debutera i Premier League.
De följande säsongerna lyckades Hepburn-Murphy dock inte att slå sig in i Aston Villa. Efter att enbart ha mäktat med 13 ligaframträdanden under de fyra år som följde efter debuten lånades Hepburn-Murphy den 11 januari 2019 ut till Cambridge United i League Two.
Den 2 augusti 2019 lånades Hepburn-Murphy ut till League One-klubben Tranmere Rovers på ett låneavtal över säsongen 2019/2020.

### Landslagskarriär
Rushian Hepburn-Murphy var en del av den engelska truppen i U17-VM i Chile 2015. I turneringen fick han dock nöja sig med ett tio minuter långt inhopp i 1-1-matchen mot Brasilien, då England åkte ut redan i gruppspelet.

## Statistik
| Klubb                  | Säsong             | Liga               | Liga    | Liga | Nationell cup | Nationell cup | Ligacup | Ligacup | Internationell cup | Internationell cup | Övrigt  | Övrigt | Totalt  | Totalt |
| Klubb                  | Säsong             | Division           | Matcher | Mål  | Matcher       | Mål           | Matcher | Mål     | Matcher            | Mål                | Matcher | Mål    | Matcher | Mål    |
| ---------------------- | ------------------ | ------------------ | ------- | ---- | ------------- | ------------- | ------- | ------- | ------------------ | ------------------ | ------- | ------ | ------- | ------ |
| Aston Villa            | 2014/2015          | Premier League     | 1       | 0    | 0             | 0             | 0       | 0       | -                  | -                  | -       | -      | 1       | 0      |
| Aston Villa            | 2015/2016          | Premier League     | 1       | 0    | 0             | 0             | 0       | 0       | -                  | -                  | -       | -      | 1       | 0      |
| Aston Villa            | 2016/2017          | Championship       | 3       | 0    | 0             | 0             | 0       | 0       | -                  | -                  | -       | -      | 3       | 0      |
| Aston Villa            | 2017/2018          | Championship       | 3       | 0    | 1             | 0             | 1       | 0       | -                  | -                  | -       | -      | 5       | 0      |
| Aston Villa            | 2018/2019          | Championship       | 5       | 0    | 0             | 0             | 2       | 0       | -                  | -                  | -       | -      | 7       | 0      |
| Aston Villa            | Totalt             | Totalt             | 13      | 0    | 1             | 0             | 3       | 0       | -                  | -                  | -       | -      | 17      | 0      |
| Cambridge United (lån) | 2018/2019          | League Two         | 16      | 2    | 0             | 0             | 0       | 0       | -                  | -                  | -       | -      | 16      | 2      |
| Totalt i karriären     | Totalt i karriären | Totalt i karriären | 29      | 2    | 1             | 0             | 3       | 0       | 0                  | 0                  | 0       | 0      | 33      | 2      |